# Championnat du monde de va'a
Le championnat du monde de va'a est un championnat du monde de courses de va'a (pirogues polynésiennes) organisé tous les deux ans depuis 1984.

## Éditions
| Année | Lieu         | Région              | Pays                |
| ----- | ------------ | ------------------- | ------------------- |
| 1984  | Long Beach   | Californie          | États-Unis          |
| 1986  | Papeete      | Polynésie française | Polynésie française |
| 1988  | Honolulu     | Hawaii              | États-Unis          |
| 1990  | Auckland     | -                   | Nouvelle-Zélande    |
| 1992  | Sacramento   | Californie          | États-Unis          |
| 1994  | Apia         | -                   | Samoa               |
| 1996  | Noumea       | Nouvelle-Calédonie  | France              |
| 1998  | Suva         | -                   | Fidji               |
| 2000  | Townsville   | -                   | Australie           |
| 2002  | Bora Bora    | Polynésie française | Polynésie française |
| 2004  | Hawaii       | -                   | États-Unis          |
| 2006  | Lac Karapiro | -                   | Nouvelle-Zélande    |
| 2008  | Sacramento   | Californie          | États-Unis          |
| 2010  | Noumea       | Nouvelle-Calédonie  | France              |
| 2016  | Lake Kawana  | Queensland          | Australie           |